# Bolivianos, el hado propicio
Bolivianos, el hado propicio este imnul național din Bolivia.